# Cá trích Đại Tây Dương
Cá trích Đại Tây Dương (danh pháp hai phần: Clupea harengus) là một loài cá thuộc họ Clupeidae. Đây một trong những loài cá có số lượng đông đảo trên thế giới. Cá trích có thể được tìm thấy trên cả hai mặt của Đại Tây Dương, tập hợp thành từng bầy lớn. Chúng có thể phát triển với chiều dài lên đến 45 cm và trọng lượng hơn 0,5 kg (1.1 lb), ăn động vật thân giáp, loài nhuyễn thể và cá nhỏ, trong khi kẻ săn mồi tự nhiên của chúng là hải cẩu, cá voi, cá tuyết và cá lớn khác.
Thủy sản cá trích Đại Tây Dương từ lâu đã là một phần quan trọng của nền kinh tế của New England và các tỉnh Hàng hải Canada. Điều này là bởi vì các cá tụ tương đối gần bờ biển trong các trường học lớn, đặc biệt là ở các vùng nước lạnh của vịnh nửa kín Maine và Vịnh St Lawrence. Đàn cá trích Bắc Đại Tây Dương đã có kích thước lên đến 4 km khối, chứa một 4 tỷ con.